# Baby Madaha
Baby Madaha (sinh ngày 19 tháng 11 năm 1988 tại Tanzania, Mwanza) là một nữ diễn viên và nhạc sĩ người Tanzania. Cô là người chiến thắng trong cuộc thi Tìm kiếm ngôi sao Bongo năm 2007. Baby Madaha nổi tiếng với bản hit Amore. Cô cũng đã giành được một giải thưởng của Đức cho vai diễn trong bộ phim Nani. Một số bộ phim cô đóng là Phước lành của thần, Tifu la mwaka, Misukosuko và Ray of Hope. Năm 2013, Baby Madaha được ký bởi một nhãn hiệu âm nhạc Kenya có tên Candy n Candy.